# Casino Royale & Hotel
Casino Royale & Hotel é um pequeno hotel e cassino localizado na Las Vegas Strip em Paradise, Nevada.